# Nancy-sur-Cluses
Nancy-sur-Cluses is een gemeente in het Franse departement Haute-Savoie (regio Auvergne-Rhône-Alpes) en telt 357 inwoners (1999). De plaats maakt deel uit van het arrondissement Bonneville.

## Geografie
De oppervlakte van Nancy-sur-Cluses bedraagt 14,5 km², de bevolkingsdichtheid is 24,6 inwoners per km².
De onderstaande kaart toont de ligging van Nancy-sur-Cluses met de belangrijkste infrastructuur en aangrenzende gemeenten.

## Demografie
Onderstaande figuur toont het verloop van het inwonertal (bron: INSEE-tellingen).